# Vince DiFiore
Vince DiFiore (ur. 17 grudnia 1963 w Torrance) – amerykański muzyk, perkusista, autor tekstów, członek zespołu Cake od 1991. W zespole gra na trąbce, keyboardzie, sporadycznie na perkusji.
Zaczął grać na trąbce w wieku 9 lat. Jego pierwszą kompozycją solo było "The Star-Spangled Banner", następnie zagrał "Fiddler on the Roof" oraz "Chicago". Ukończył psychologię na UCLA w 1986. Obronił pracę doktorską na California State University Sacramento w 1991 i przystąpił do zespołu Cake.
Syn Vincenta Roberta DiFiore Sr. i Pauli Beverly Winkler DiFiore. Ma trzy siostry: Donnę, Diane, Denise i brata Deana, a także trzech synów.